# Ger van Mourik
Ger van Mourik (4 agosto 1931 – 20 gennaio 2017) è stato un calciatore e allenatore di calcio olandese, di ruolo difensore.

## Palmarès

### Giocatore
- Campionato olandese: 2

Ajax: 1956-1957, 1959-1960
- Coppa dei Paesi Bassi: 1

Ajax: 1960-1961